# Буртуй
Бурту́й — река в Баргузинском районе Бурятии, впадает в озеро Арангатуй, соединённое протокой с Чивыркуйским заливом озера Байкал.

## География
Длина — 16 км, площадь водосборного бассейна — 58 км². В верхнем и среднем течении имеет горный характер и бежит ручьём по юго-восточному склону водораздельного хребта полуострова Святой Нос, в нижнем (около 6 км) — протекает по равнинной заболоченной местности Чивыркуйского перешейка, урочищу Мягкая Карга, с резким замедлением скорости течения.
В среднем течении перед выходом на перешеек река пересекается просёлочной автодорогой, ведущей к населённым пунктам на берегу Чивыркуйского залива — посёлкам Монахово, Катунь, Курбулик. Ширина реки здесь составляет в среднем 2—3 м. В километре перед устьем ширина реки увеличивается до 10—20 м, при впадении в озеро Малый Арангатуй ширина достигает 60 м.

## Достопримечательности

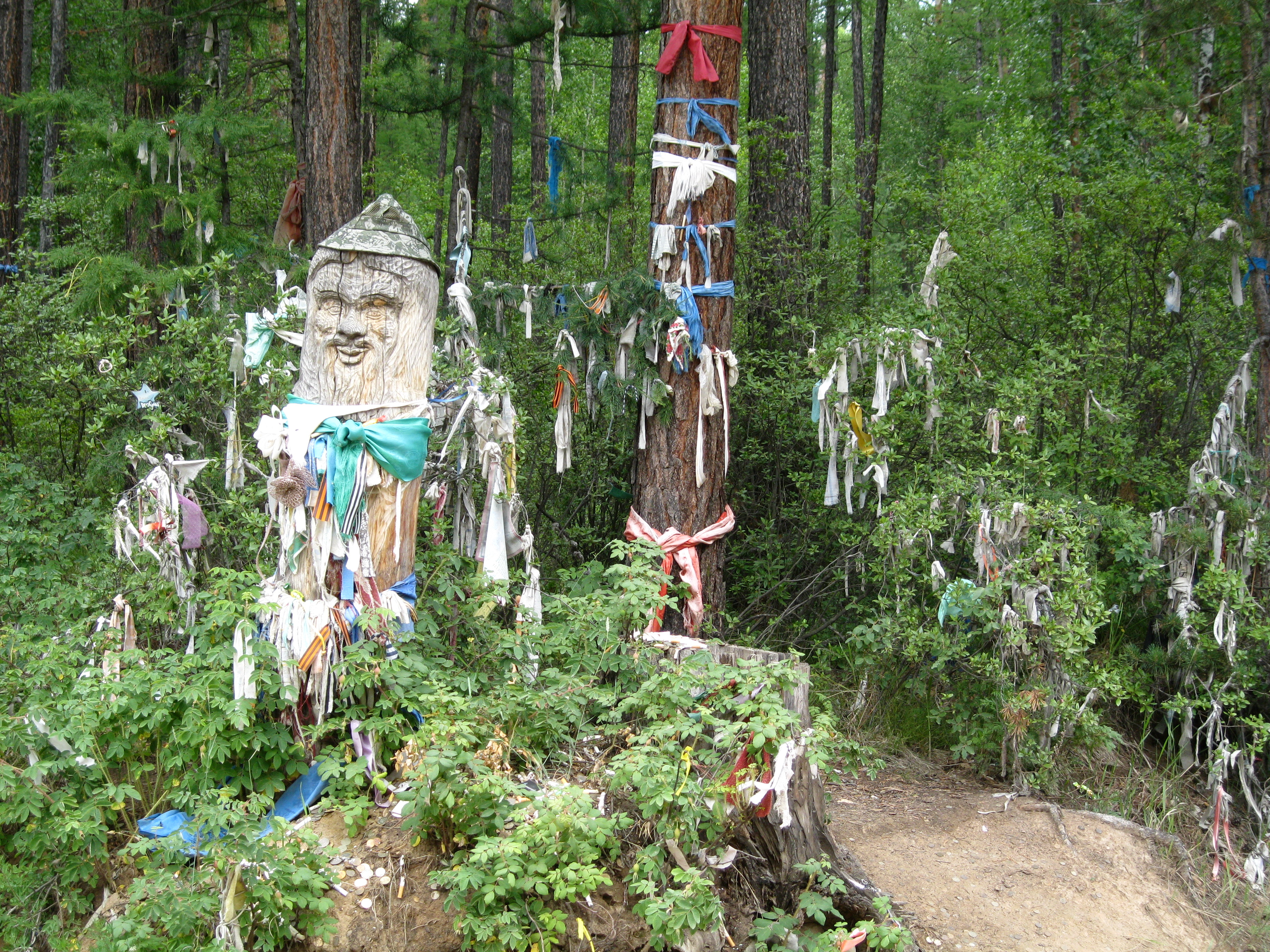
Бурятское святилище на берегу среднего течения реки Буртуй

Территория долины реки полностью входит в состав Забайкальского национального парка. В среднем течении на её берегу расположено бурятское святилище. Место возле него оборудовано для отдыха туристов. Тем не менее, разведение костров, выгул собак, установка палаток, повреждение почвенного слоя и сбор растений запрещён.